# USNS Fall River (T-EPF-4)
USNS Fall River (T-EPF-4) — експедиційний швидкісний транспорт, четвертий в серії з 14 суден типу «Спірхед» які будуються на верфі компанії Austal USA в місті Мобіл, штат Алабама, на замовлення ВМС США відповідно до контракту, укладеного в листопаді 2008 року.

## Будівництво
Судно закладено 20 травня 2013 року. Церемонія хрещення відбулася 11 січня 2014 року. Хрещеною матір'ю стала Діана Бемус Патрік, перша леді штату Массачусетс. Названо на честь міста Фолл-Рівер (округ Брістоль, штат Массачусетс). Спущено на воду 16 січня 2014 року. 25 липня були завершені приймальні випробування. 15 вересня 2014 року було введено в експлуатацію. Церемонія введення відбулася в Фолл-Рівер, штат Массачусетс. Оператором судна є Командування морських перевезень, що відповідає за організацію морських вантажоперевезень в інтересах усіх видів збройних сил США, а також деяких інших державних відомств.

## Служба
З лютого 2017 вперше бере участь в щорічних навчаннях «Pacific Partnership» в Азіатсько-Тихоокеанському регіоні, які тривали до червня місяця. 21 березня прибув з візитом до міста Янгон, М'янма, який тривав до 25 березня. Судно також відвідало Шрі-Ланку, Малайзію і В'єтнам.